# Центральный район (Рига)
Центральный район (латыш. Centra rajons, до 1991 года — Кировский район) — один из шести административных районов города Риги. Расположен в историческом центре города, занимает площадь около 3 км², то есть всего около 1 % общей площади города.
В районе постоянно проживают около 23,5 тыс. чел., или около 4 % рижан. Для центрального района характерен больший удельный вес латышей по сравнению с Ригой в целом (60,2 % населения при среднем уровне около 46 %). Русскоязычные составляют около 25 % населения.
Центральный район — исторический центр Риги. Здесь расположились основные достопримечательности города, в том числе Старая Рига, различные театры, многочисленные музеи, деловой центр, центральный вокзал, многочисленные исторические здания и многие другие места, привлекающие как внешних, так и внутренних туристов.